# Синесий Висвинис
Синесий (на гръцки: Συνέσιος, Синесиос) е гръцки духовник, митрополит на Вселенската патриаршия.

## Биография
Роден е с фамилията Висвинис (Βισβίνης) в Авлида. Учи в Халкинската семинария. В 1940 година е хиротонисан за дякон, а в 1941 година - за презвитер. По време на окупацията е осъден на смърт от властите. Служи като проповедник, военен свещеник и генерален викарий на Халкидска епархия. На 25 май 1960 година е ръкоположен за касандрийски митрополит. Почива в Полигирос на 9 ноември 2000 година.